# Sophie Amiach
Sophie Amach (París, Francia, 10 de noviembre de 1963) es una extenista francesa, jugó para la WTA entre 1980 y 1995.